# Мир-Хайдаров, Рауль Мирсаидович
Рау́ль Мирсаи́дович Мир-Хайда́ров  ― российский писатель, автор более 30 книг. Лауреат Литературной премии МВД СССР (1989 год), заслуженный деятель искусств (1999 год), академик РАЕН.

## Биография
Рауль Мирсаидович Мир-Хайдаров родился 17 ноября 1941 года в поселке Мартук Актюбинской области Казахстана в семье оренбургских татар.
Инженер-строитель по образованию. Работал в различных строительных организациях. В молодости занимался боксом, имел первый спортивный разряд. Жил и работал в Ташкенте.
В 1971 году после публичного спора с известным кинорежиссёром написал рассказ «Полустанок Самсона», который впоследствии был опубликован в московском альманахе «Родники».
В 1975 году был участником VI Всесоюзного съезда молодых писателей СССР.
С 1981 года полностью посвящает себя писательскому труду. Он автор более тридцати книг, переводившихся на многие иностранные языки и языки народов СССР.
Широкую известность писатель получил благодаря своим книгам — политическим детективам об организованной преступности. Первая книга из этой серии — «Пешие прогулки» — вышла в свет в 1988 году в издательстве «Молодая гвардия». После опубликования этого романа на Мир-Хайдарова было совершено покушение, после которого он остался инвалидом II группы.
После покушения и выхода его новых романов жизнь в Ташкенте стала для него невозможной из-за постоянных угроз и запрета его книги, и поэтому Мир-Хайдаров уехал жить в Москву. Уже в России был написан его ретро-роман о жизни и любви — «Ранняя печаль».
В молодости писатель, увлекавшийся футболом, был дружен с известными футболистами: Михаилом Месхи, Славой Метревели, Геннадием Красницким, Станиславом Стадником, Берадором Абдураимовым. Был большим поклонником джаза.
Рауль Мир-Хайдаров с женой Ириной являются владельцами одной из самых больших частных коллекций живописи в России, основу которой составляют современные художники, работающие в разных направлениях. Живописные работы из его коллекции неоднократно выставлялись в известных московских галереях и за рубежом.

### Романы
- Мир-Хайдаров Р. М. Пешие прогулки. — М. : Молодая гвардия, 1988. — P. 272. — 250 000 экз. — ISBN 5-235-00443-4.;
- «Двойник китайского императора» (1989);
- «Масть пиковая» (1990);
- «Судить буду я» (1992);
- «Ранняя печаль» (1996);
- «За все наличными» (1997);
- «Вот и всё… я пишу вам с вокзала» (2013) мемуары;[8]

### Сборники романов, повестей и рассказов
- «Полустанок Самсона» (1975) — рассказы;
- «Оренбургский платок» (1978) — рассказы;
- «Такая долгая зима» (1978) — рассказы;
- «Путь в три версты» (1979) — рассказы;
- «Знакомство по брачному объявлению» (1980) — повести;
- «Жар-птица» (1981) — рассказы;
- «Интервью для столичной газеты» (1982) — повести и рассказы;
- «Не забывайте нас» (1983) — повести и рассказы;
- «Дамба» (1984) — повести и рассказы;
- «Чти отца своего» (1987) — повести и рассказы;
- «Из Касабланки морем» (1987) — повести и рассказы;
- «Седовласый с розой в петлице» (1988) — романы и повести;
- «Налево пойдешь — коня потеряешь» (1990) — романы и повести;
- «Масть пиковая» (1991) — роман и повести;
- «Горький напиток счастья» (1994) — повести и рассказы;
- «Судить буду я» (1995) — роман и повесть.

### Собрания сочинений
- Изд-во «Художественная литература» (Москва, 1990) — однотомник;
- Изд-во «Голос» (Москва, 1992—1993) — собрание сочинений в 4 томах;
- Изд-во «Грампус Эйт» (Харьков, 1995) — собрание сочинений в 3 томах;
- Изд-во «Южная Пальмира» (Днепропетровск, 1996) — собрание сочинений в 4 томах;
- Изд-во «Идель-Пресс» (Казань, 2006) — собрание сочинений в 5 томах;
- Изд-во «KAZAN-КАЗАНЬ» (Казань, 2011) — собрание сочинений в 6 томах.

## Премии и награды
- Медаль «За доблестный труд» (2017)[9], «100 лет образования Татарской Автономной Советской Социалистической Республики» (2021)[10], памятный знак «Габдулла Тукай — 135 лет со дня рождения» (2021)[11].

## Почести
Его именем названа улица посёлка Мартук, где родился писатель, там же открыт литературный музей писателя.